# Star Guitar
«Star Guitar» es el decimotercer sencillo de The Chemical Brothers, incluido en el álbum Come With Us del año 2002. La canción alcanzó el número ocho de la lista de singles del Reino Unido, el número dos en la lista de Dance estadounidense y número uno en la lista británica de Dance. 
La canción fue recibida con elogios de la crítica.

## Estructura
«Star Guitar» es de aproximadamente 126 golpes por minuto (BPM) y en la tonalidad de Re menor.
La canción contiene un sample de la guitarra acústica al comienzo de la canción "Starman" de David Bowie (de ahí el nombre de "Star Guitar"). Este sample se repite a lo largo de la mayor parte de la canción, con diversos elementos musicales reproducidos fuera de ella como tema principal. La canción también contiene un sample electrónico de "Fly to Venus" de Electronic System.

## Vídeo
El vídeo musical, dirigido por Michel Gondry, cuenta con un vídeo continuo filmado desde la ventana de un tren a toda velocidad pasando por las ciudades y el campo. Sin embargo, los edificios y los objetos que pasan por aparecer exactamente en el tiempo con los diversos ritmos y elementos musicales de la pista. Gondry había experimentado con una versión diferente del mismo efecto en el video de "Around the World" de Daft Punk, donde había representado cada elemento de la música con cada bailarín.

## Lista de canciones
RU/Europa CD
1. «Star Guitar» (Edit) – 4:00
2. «Base 6» – 6:34
3. «Star Guitar» (Pete Heller's Expanded Mix) – 8:30

EE. UU./Japón CD
1. «Star Guitar» (Edit) – 4:00
2. «Star Guitar» – 6:55
3. «Star Guitar» (Pete Heller's Expanded Mix) – 8:30
4. «Star Guitar» (Pete Heller's 303 Dub) – 7:23
5. «Base 6» – 6:34

RU 12"
1. «Star Guitar»
2. «Star Guitar» (Pete Heller's Expanded Mix)

RU DVD
1. «Star Guitar» vídeo – 4:00
2. «Star Guitar» – 6:34
3. «Star Guitar» (Pete Heller's 303 Dub) – 7:23

## Versiones
Una reversión de estilo electro house, con la voz de Au Revoir Simone, apareció en 2007 en el álbum "The One" de Shinichi Osawa y también fue lanzado como sencillo, con remixes de The Brookes Brothers, Streetlife DJs, Jaymo, The Japanese Popstars y Cagedbaby.
"Star Guitar" fue sampleado en "Monday" de Steve Angello.

## Posición en listas
| Listas (2002)                      | Mejor Posición |
| ---------------------------------- | -------------- |
| Hot Canadian Digital Singles Chart | 3              |
| UK Singles Chart                   | 8              |
| UK Dance Chart                     | 1              |
| EE. UU. Hot Dance Club Songs       | 2              |

## Fechas de lanzamientos
| País    | Fecha de lanzamiento | Discográfica   | Formato | Catálogo    |
| ------- | -------------------- | -------------- | ------- | ----------- |
| RU      | 14 de enero de 2002  | Freestyle Dust | CD      | CHEMSD14    |
| RU      | 14 de enero de 2002  | Freestyle Dust | 12"     | CHEMST14    |
| RU      | 14 de enero de 2002  | Freestyle Dust | DVD     | CHEMSDVD14  |
| EE. UU. | 15 de enero de 2002  | Astralwerks    | CD      | ASW 38812-2 |
| Japón   | 17 de enero de 2002  | Virgin (Japón) | CD      | VJCP-12153  |